# Coupe du monde d'échecs
La Coupe du monde d'échecs est le nom donné à plusieurs tournois d'échecs.

## Coupes du monde GMA (1988-1989 et 1991)
En 1988 et 1989, la Grandmaster Association (GMA) organise six tournois de haut niveau sous la forme d'un grand prix, c'est la Coupe du monde GMA, elle est remportée par Garry Kasparov. La deuxième édition de la Coupe du monde GMA est annulée après une épreuve (en 1991) et quatre tournois de sélection (de 1988 à 1990).

## Coupes du monde de parties rapides
Du 21 au 25 mars 2001, la FIDE et la Fédération française d'échecs organisèrent la « coupe du monde de parties rapides » à Cannes qui fut remportée par Garry Kasparov, vainqueur en finale de Ievgueni Bareïev.
Du 3 au 8 avril 2002, 32 joueurs participèrent à la coupe du monde rapide de la FIDE à Dubaï. Dans ce tournoi à élimination directe avec matchs de classements, Leko battit Grichtchouk en finale. Ce tournoi est aussi appelé le premier « Grand Prix FIDE de parties rapides ».
Dans les années 2000-2010, l'Association of Chess Professionals (ACP) organisa la ACP World Rapid Cup de 2007 à 2010 (à Odessa) et en 2013 (à Riga).

## Coupes du monde organisées par la FIDE

### 2000 et 2002
En 2000 et 2002, la Fédération internationale des échecs organisait la première puis la deuxième Coupe du monde. Ces tournois de haut niveau, à 24 joueurs, constitués d'une phase de poules, puis d'un tournoi à élimination directe, n'étaient pas liés au championnat du monde d'échecs. Les deux épreuves furent remportées par Viswanathan Anand,.
| Année | Lieu           | Vainqueur         | Finaliste         | Demi-finalistes                    | Joueurs participants |
| ----- | -------------- | ----------------- | ----------------- | ---------------------------------- | -------------------- |
| 2000  | Shenyang Chine | Viswanathan Anand | Ievgueni Bareïev  | Boris Guelfand Gilberto Milos      | 24                   |
| 2002  | Hyderabad Inde | Viswanathan Anand | Rustam Qosimjonov | Alekseï Dreïev Aleksandr Beliavski | 24                   |

### Depuis 2005
Depuis 2005, un événement du même nom fait partie du cycle du championnat du monde d'échecs. Il est organisé tous les deux ans. Il s'agit d'un tournoi de 128 joueurs (ou 206 à partir de 2021) à élimination directe dans le même style que le tournoi de sélection du championnat du monde FIDE 1998, les championnats du monde FIDE 1999, 2000 (ces premiers tournois avaient cent participants), 2001-2002 et 2004 (128 joueurs en 2001-2002 et 2004).
Les joueurs sélectionnés pour le tournoi des candidats sont en vert.
| Année | Lieu                   | Vainqueur          | Finaliste             | Demi-finalistes                                | Joueurs parti- cipants | Joueur(s) qualifiés au tournoi des candidats |
| ----- | ---------------------- | ------------------ | --------------------- | ---------------------------------------------- | ---------------------- | -------------------------------------------- |
| 2005  | Khanty-Mansiïsk Russie | Levon Aronian      | Ruslan Ponomariov     | Étienne Bacrot (3e) Aleksandr Grichtchouk (4e) | 128                    | 10                                           |
| 2007  | Khanty-Mansiïsk Russie | Gata Kamsky        | Alexeï Chirov         | Sergueï Kariakine Magnus Carlsen               | 128                    | 1                                            |
| 2009  | Khanty-Mansiïsk Russie | Boris Guelfand     | Ruslan Ponomariov     | Sergueï Kariakine Vladimir Malakhov            | 128                    | 1                                            |
| 2011  | Khanty-Mansiïsk Russie | Peter Svidler      | Aleksandr Grichtchouk | Vassili Ivantchouk (3e)                        | 128                    | 3                                            |
| 2011  | Khanty-Mansiïsk Russie | Peter Svidler      | Aleksandr Grichtchouk | Ruslan Ponomariov (4e)                         | 128                    | 3                                            |
| 2013  | Tromsø Norvège         | Vladimir Kramnik   | Dmitri Andreïkine     | Maxime Vachier-Lagrave Evgueni Tomachevski     | 128                    | 2                                            |
| 2015  | Bakou Azerbaïdjan      | Sergueï Kariakine  | Peter Svidler         | Pavel Eljanov Anish Giri                       | 128                    | 2                                            |
| 2017  | Tbilissi Géorgie       | Levon Aronian      | Ding Liren            | Maxime Vachier-Lagrave Wesley So               | 128                    | 2                                            |
| 2019  | Khanty-Mansiïsk Russie | Teimour Radjabov   | Ding Liren            | Maxime Vachier-Lagrave (3e) Yu Yangyi (4e)     | 128                    | 2                                            |
| 2021  | Sotchi Russie          | Jan-Krzysztof Duda | Sergueï Kariakine     | Magnus Carlsen (3e) Vladimir Fedosseïev (4e)   | 206                    | 2                                            |
| 2023  | Bakou Azerbaïdjan      | Magnus Carlsen     | R. Praggnanandhaa     | Fabiano Caruana (3e) Nidjat Abassov (4e)       | 206                    | 3                                            |

### Joueurs qualifiés pour le tournoi des candidats
La Coupe du monde d'échecs 2005 a qualifié dix joueurs pour le tournoi des candidats du championnat du monde d'échecs 2007. Elle a été remportée par Levon Aronian.
La Coupe du monde d'échecs 2007 a qualifié le vainqueur, Gata Kamsky, pour la demi-finale du championnat du monde d'échecs 2010.
La Coupe du monde d'échecs 2009 a qualifié le vainqueur, Boris Guelfand, pour le tournoi des candidats du championnat du monde d'échecs 2012.
La Coupe du monde d'échecs 2011 a qualifié trois joueurs pour le tournoi des candidats du championnat du monde d'échecs 2013 : Peter Svidler, Aleksandr Grichtchouk et Vassili Ivantchouk.
La Coupe du monde d'échecs 2013 a qualifié deux joueurs pour le tournoi des candidats du championnat du monde d'échecs 2014 : Vladimir Kramnik et Dmitri Andreïkine.
La Coupe du monde d'échecs 2015 a qualifié deux joueurs pour le tournoi des candidats du championnat du monde d'échecs 2016 : Sergueï Kariakine et Peter Svidler.
La Coupe du monde d'échecs 2017 a qualifié deux joueurs pour le tournoi des candidats du championnat du monde d'échecs 2018 : Levon Aronian et Ding Liren.
La Coupe du monde d'échecs 2019 a qualifié deux joueurs pour le tournoi des candidats du championnat du monde d'échecs 2021 : Teimour Radjabov et Ding Liren.
La Coupe du monde d'échecs 2021 a qualifié deux joueurs pour le tournoi des candidats du championnat du monde d'échecs 2022 : Jan-Krzysztof Duda et Sergueï Kariakine.